# Lac Baudeau
Pour les articles homonymes, voir Baudeau.
Le lac Baudeau est un plan d’eau douce du versant Sud de la rivière Eastmain, dans Eeyou Istchee Baie-James (municipalité), dans la région administrative du Nord-du-Québec, dans la province de Québec, au Canada.
Le bassin versant du lac Badeau est desservi indirectement par la route forestière route 167 (sens Nord-Sud) passe à 54,6 km à l'Est en remontant le cours de la rivière Takwa pour se diriger vers le Nord.[réf. nécessaire]
La surface du lac Baudeau est habituellement gelée de la fin octobre au début mai, toutefois la circulation sécuritaire sur la glace se fait généralement de la mi-novembre à la fin d'avril.[réf. nécessaire]

## Géographie
- côté nord: rivière Tichégami, rivière Eastmain, lac Mistamiquechamic, lac Chamic;
- côté est: rivière Tichégami, lac de la Recherche, lac Mantouchiche, lac du Magyar, rivière Neilson (rivière Pépeshquasati), ruisseau Holton, rivière Pépeshquasati;
- côté sud: ruisseau Kokominow, ruisseau Boisé, rivière Wabissinane, lac Fromenteau (rivière Wabissinane), lac Mistassini, lac Albanel;
- côté ouest: lac Gachigami, rivière Wabissinane, lac Fromenteau (rivière Wabissinane), lac Comeau (rivière Rupert), lac Thereau, lac Cawachagamite, rivière Eastmain, rivière Tichégami[1].

Situé au Nord du lac Mistassini, le lac Baudeau ressemble à une longue carotte dans le sens Nord-Sud. Ce lac comporte une superficie de 27,47 km2, une longueur de 27,6 km, une largeur maximale de 2,3 km et une altitude de 376 m.
Le lac Baudeau comporte 25 îles, quelques baies et presqu’îles. Les principales caractéristiques de ce lac sont:
Partie Nord du lac (longueur:11,8 km)
(description selon le sens horaire à partir de l’embouchure)
- une décharge (venant de l’Est) drainant une zone de marais et quelques lacs non identifiés;
- une zone de marais surtout du côté Nord et Est;
- une décharge de lacs non identifiés;
- un rétrécissement à 0,4 km au milieu du lac, démarquant la partie Nord et Sud du lac;
- une montagne dont le sommet atteint 504 m à 2,6 km au Nord-Ouest du lac[1];

Partie Sud du lac (longueur: 17,0 km)
(description selon le sens horaire à partir du centre du lac)
- une décharge (venant de l’Est) de lacs non identifiés;
- une baie s’étirant sur 2,9 km vers le Sud-Ouest à l’extrême Sud du lac. Cette baie reçoit les eaux d’une décharge (venant du Sud-Ouest) de lacs non identifiés;
- une baie s’étirant vers l’Ouest sur 1,4 km[1].

L’embouchure du lac Baudeau est localisée au fond d’une baie de la rive Ouest du lac, soit à:
- 17,2 km au Nord-Ouest d’un sommet de montagne s’élevant à 759 m;
- 48,4 km au Nord-Ouest du lac Mistassini;
- km au Nord du lac Bellinger lequel est traversé par la rivière Rupert;
- 45,7 km à l’Est de l’embouchure de la rivière Tichégami (confluence avec la rivière Eastmain);
- 195,6 km à l’Est du barrage du réservoir de Eastmain 1 (traversé par la rivière Eastmain);
- 243 km à l’Est du barrage du réservoir Opinaca (traversé par la rivière Eastmain);
- 164 km au Nord du centre du village de Mistissini (municipalité de village cri);
- 230 km au Nord du centre-ville de Chibougamau;
- 378 km au Nord-Est de la confluence de la rivière Eastmain et de la baie James[1]

À partir de l’embouchure du lac Baudeau (situé au Nord du lac), le courant coule sur km vers l’Ouest en suivant le cours de la rivière Tichégami jusqu’à sa confluence avec la rivière Eastmain. De là, le courant suit cette dernière rivière en se dirigeant vers l’Ouest jusqu’à la rive Est de la Baie James.

## Toponymie
Jadis ce plan d’eau était désigné « lac Shigami ».
Le 30 mai 1628, Mathurin Baudeau, bourgeois de Paris, devint pour un court laps de temps, membre de la Compagnie de la Nouvelle-France, société alors responsable du développement général de l'Amérique française. Au moins depuis 1945, le nom de ce notable désigne une longue et étroite nappe d'eau du Nord québécois située au nord du lac Mistassini et immédiatement au sud de la rivière Tichégami, dans laquelle elle se déverse. Ce lac a aussi été baptisé « lac Tichegami » ou « lac Shigami », mots dérivés du terme innu « tshihekamu », signifiant « lac de beaucoup d'eau ».
Le toponyme "lac Baudeau" a été officialisé le 5 décembre 1968 par la Commission de toponymie du Québec, soit à la création de la commission.